# 奇魮
奇魮（学名：Barbus mirabilis）為輻鰭魚綱鯉形目鯉科的其中一個種。該物種於1914年由Paul Pappenheim描述，原分布於非洲剛果民主共和國Ituri河流域，體長可達35.3公分。

## 扩展阅读
維基物種上的相關：奇魮